# 漢利號潛艇

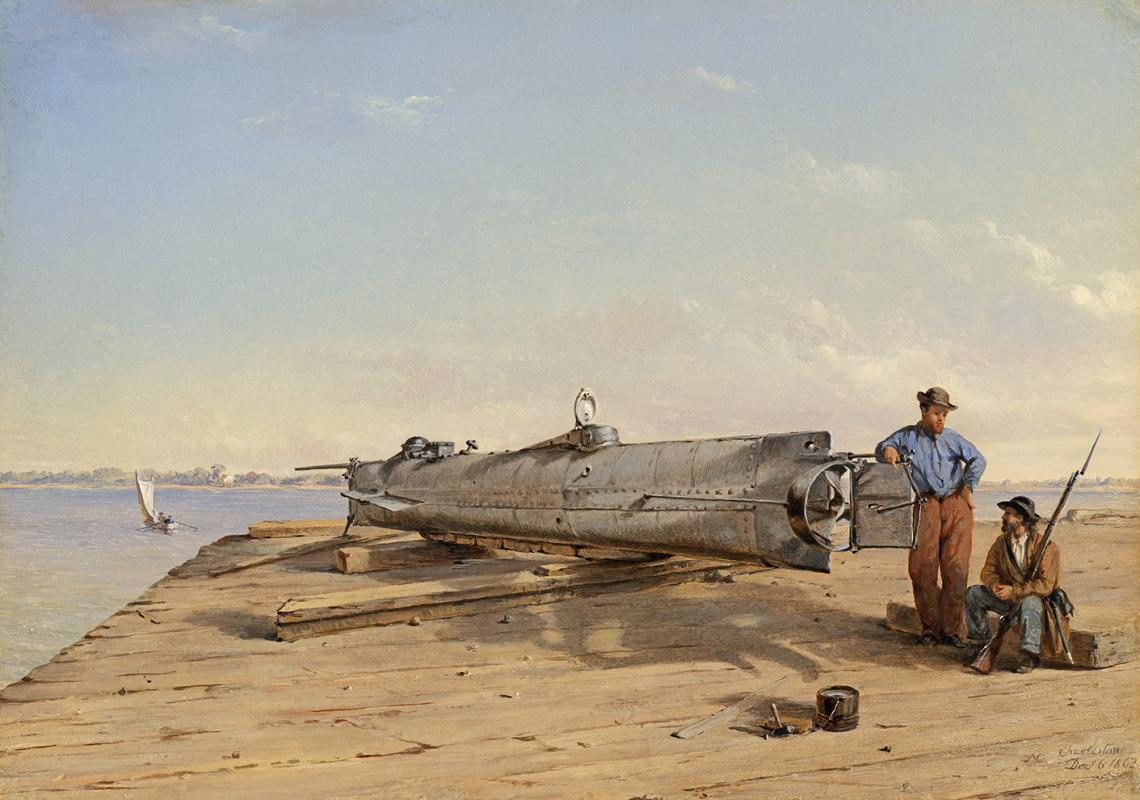
漢利號與設計者漢利本人

漢利號潛艇（H.L.Hunley）是美國南北戰爭時期隸屬於南方邦聯的一艘潛艇。漢利號曾在查爾斯頓灣口擊沉北方聯邦軍的蒸汽戰鬥用帆船豪薩通尼克號（USS Housatonic）而聲名大噪，是歷史上第一艘在作戰中擊沉敵方戰艦的潛艇，雖然在襲擊成功後漢利號自身也因為不明原因沉沒失蹤，但它仍顯示出水下作戰的可行性，與相對地得面對的危險性。雖然漢利號有時也會被稱呼為「CSS H.L.Hunley」（CSS是「邦聯船艦」Confederate States Ship的縮寫），但在實際上由於這艘潛艇並未曾真正來得及正式就役（commission）於南方邦聯就已沉沒，因此並不需在艦名前加上CSS的服役艦抬頭。

## 歷史

### 在漢利號之前

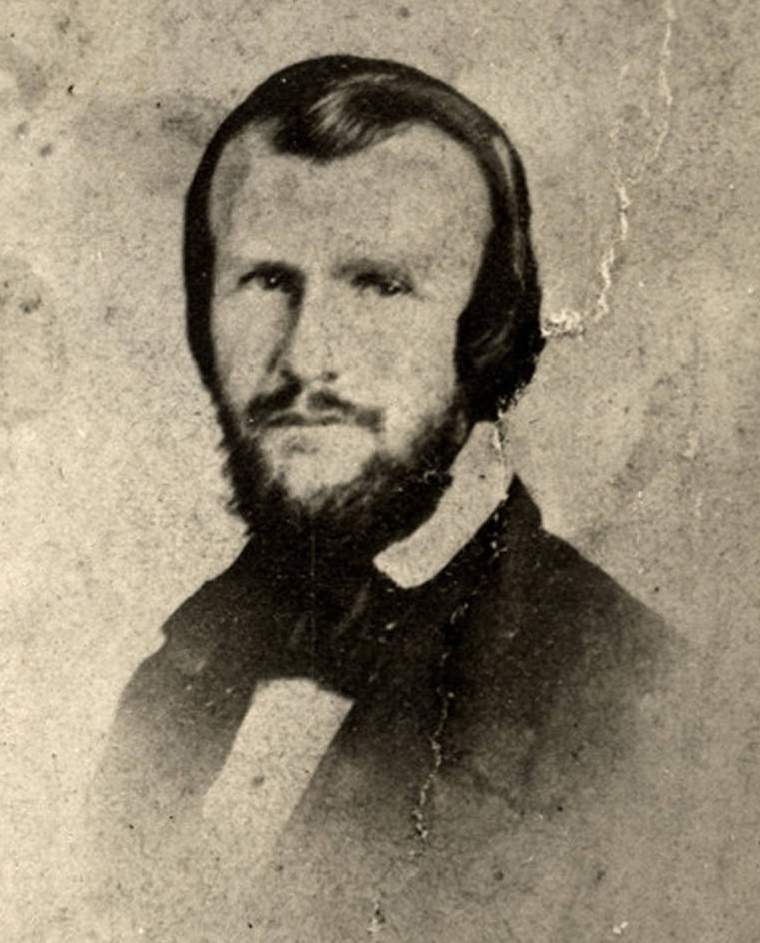
何瑞斯·洛森·漢利，漢利號的設計者

漢利號與其他兩艘更早登場的潛艇是由何瑞斯·洛森·漢利（Horace Lawson Hunley）、詹姆斯·麥克林托克（James McClintock）與貝司特·華特森（Baxter Watson）三人獨立出資開發的私人潛艇，希望能利用它們突破當時北軍對南方各大港口的嚴厲封鎖。這三人最早是在路易西安納州的紐奧良建造了一艘小潛艇，並命名為「先鋒號」（Pioneer）。他們先是在1862年2月時讓先鋒號在密西西比河中進行試航，稍後又將先鋒號拖至龐恰特雷恩湖（Lake Pontchartrain）進行額外的測試。但由於當時聯邦軍（北軍）越來越往南逼近紐奧良，三人不得不放棄他們的作品，在隔月將先鋒號鑿沉後南撤。
三人隨後移居至阿拉巴馬州墨比爾（Mobile, AL），在那裡又有兩位新隊員加入，分別是湯馬斯·帕克（Thomas Park）與湯馬斯·李昂（Thomas Lyons），帕克與李昂機械舖的經營者。一群人很快地開始下一艘新潛艇的開發工作，並命名為「美利堅潛水者」（American Diver），這項計畫獲得邦聯陸軍的支持，並指派阿拉巴馬第21志願軍（21st Alabama Volunteer Regiment ）中尉威廉·亞歷山德（William Alexander）到帕克與李昂的店中支援。初期他們曾試驗過在新潛艇上使用電磁與蒸汽推進的技術，但最後卻還是轉回最簡單的手搖推進這條老路。1863年1月美利堅潛水者已經進入可以進行港內航行試驗的階段，但卻因為速度實在太慢而很難具有實用性。2月時，該艦曾試圖攻擊在港口外進行封鎖的北軍船艦但卻功敗垂成，之後在同一個月中美利堅潛水者由於一場暴風雨而沉沒在墨比爾灣的出海口處，並從此未曾被收復過。

### 建造與測試

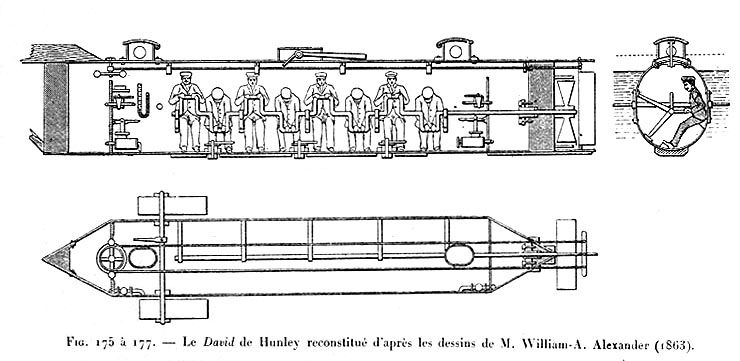
漢利號的船身構架圖

在美利堅潛水者號沉沒之後，漢利與他的小組很快地著手新潛艇的開發建造，並以自己的名字替新艦命名。漢利號在當時常因其造型被稱呼為「小漁船」或「小海豚」（porpoise），它的艇身是以一個25呎長的鐵製柱塞式蒸汽鍋爐為基礎，並從中沿著縱軸頗開兩半後，在中間插入長條狀的踏墊以增加船艙空間，因此整艘潛艇的橫剖面較為接近橢圓。之後他們在頭尾兩側加上楔狀的結構，使得潛艇艇身部分的長度增加到35呎（10.7公尺）。漢利號需要有八個人以人力同時操作，其中七個人負責搖轉手搖式曲軸以帶動螺旋槳讓船隻前進，而第八個人則負責操作潛艇的轉向與浮沉。漢利號擁有真正潛水艇必有的壓水艙（ballast tank），位於船頭與船尾兩端，可以打開閥門讓水從外界流入讓潛艇下沉，或使用手搖的抽水泵將艙內的水打出讓潛艇上浮。除此之外漢利號還有鐵製的額外壓艙物，以螺絲鎖定在艇身底部，當有必要時，船員可以自艙內將露在艙底的螺帽鬆開釋放壓艙物，以獲得額外的浮力緊急上浮。
漢利號擁有兩個水密艙門，分別位於艇身前段與後段上方，造型像是兩個裝置在圓桶上的小舷窗。艙蓋的開口很小，約只有356mm x 400mm的長寬，使得進入與爬出船艙相對之下困難許多。艇身高度為1.2公尺，約為總長（12公尺）的1/10。
1863年時，漢利號的開發完成可以進行實際上的操作，在邦聯上將佛蘭克林·布加南（Franklin Buchanan）的面前，漢利號成功地在墨比爾灣內擊沉一艘運煤平底船。在實際證明了其攻擊能力之後，它被以鐵路運輸的方式載送到南卡羅萊納州的查爾斯敦（Charleston, SC），於1863年8月12日抵達。漢利號在一抵達該地之後旋即被邦聯陸軍徵召作為軍事用途，然而，漢利與他的開發小組仍然繼續協助這艘潛艇的進一步測試與操作。
在漢利號加入軍方陣線之後，自願擔任該艇首任船長的是邦聯海軍上尉、來自邦聯鐵甲船契科拉號（CSS Chicora）上的約翰·佩恩（John A. Payne），他從契科拉號與扇櫚之州號（CSS Palmetto State，是契科拉號姊妹艦，扇櫚之州是南卡羅萊納州的別名）招募了七名船員組成漢利號的操作小組。該年8月29日，正當漢利號的新船員們在準備進行一場潛水測試以學習這艘潛艇的操作時發生了悲劇，佩恩上尉不小心在潛艇正在前進時踏到控制潛艇潛水鰭板的槓桿，使得漢利號在水密艙蓋尚未關上的狀態下開始下潛，並且立刻進水沉沒。雖然佩恩與另外兩名船員幸運逃生，但船上其他五名乘員卻因為逃生不及而溺斃。
類似的意外並沒有因此而停止，同年10月15日時，漢利號在一場模擬作戰中上浮失敗，這次意外導致潛艇的發明者漢利本人與其他七名船員一併喪生。而與先前的意外同樣，邦聯海軍在意外發生後還是將漢利號打撈上來，繼續服勤。

### 武裝
根據最初的規劃，漢利號原本是打算以200呎長的繩索將能漂浮在水面、設有引信裝置的爆裂物繫在艇尾（在南北戰爭時代這種武器被命名為「魚雷」，雖然與今日的魚雷相差甚遠），朝向目標物迫近後開始潛水，自水下穿過敵艦底部，然後再上浮遠離目標，直到後面繫著的魚雷撞上目標物並且爆炸。但是，這計畫很快就被證實不可行，因為後方的繩索極有可能與漢利號艇尾的螺旋槳纏在一起，或因為漢利號船速減慢反而發生魚雷漂近撞上自艦的情況。
因此實際上取代了拖式魚雷的是一種稱為竿式魚雷（spar torpedo）的設計，是一個連接在22呎（約6.7公尺）長木桿上、內裝有90磅（41公斤）火藥的桶子，固定在漢利號的船首。魚雷的前端設計有一個尖刺，只靠衝撞的方式就能輕易地刺入固定在目標船隻的側壁上。原始設計的竿式魚雷使用機械扳機，以一根繩索連在攻擊方的艦身，當它完成攻擊自目標旁倒退遠離時，繩索牽動扳機，引爆火藥。然而，負責研究漢利號的考古學家發現一些證據，包括一捆銅線與電池之類的零件，因此他們推論漢利號的魚雷極有可能是較為進步的電子引爆式設計。

### 兩敗俱傷

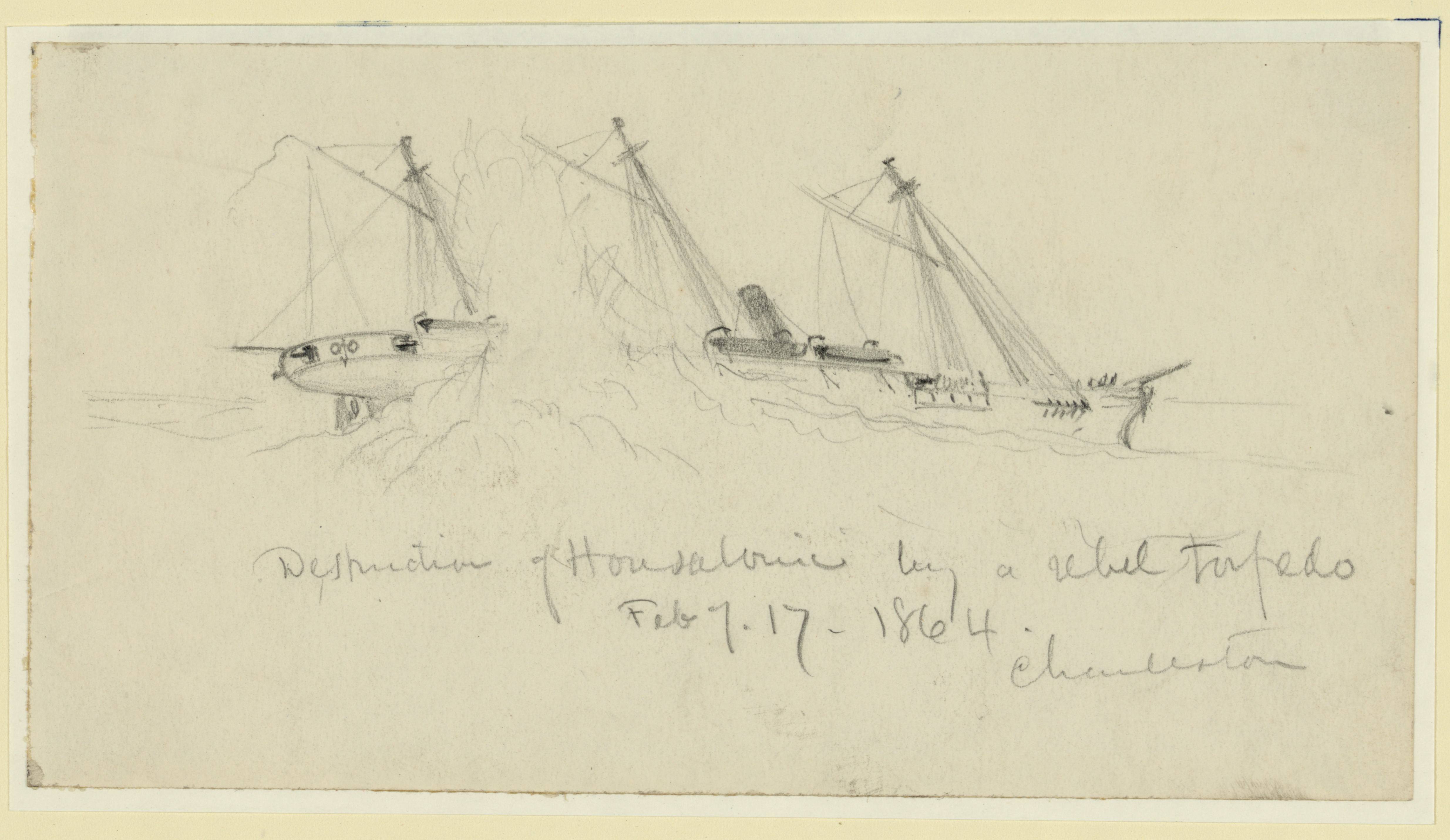
被漢利號擊沈的豪薩通尼克號

雖然打從1863年秋季南軍方面就曾試圖以查爾斯頓港內的布利其灣（Breach Inlet）為出發點，利用漢利號對參與封鎖的船隻進行襲擊，但直到1864年2月17日才旗開得勝，獵物是美國聯邦戰艦豪薩通尼克號（USS Housatonic）。豪薩通尼克號是一艘1800噸等級的蒸汽動力戰鬥用帆船（sloop-of-war），單甲板設計，配備有12門大型加農砲，在事件發生時駐守於南卡羅來納州查爾斯頓港外5英里的海面上。為了要突破北軍對該城的封鎖，南軍上尉喬治·迪克森（George E. Dixon）率領了七名自願船員乘著漢利號朝港外潛行，並成功地將竿雷刺入豪薩通尼克號的船體。當漢利號退離目標一段距離後魚雷成功爆炸，將豪薩通尼克號炸沉、不到五分鐘就已完全坐底在查爾斯頓港的水底，船上有五名船員喪生。然而，漢利號也在敵艦爆炸沉沒之後不久，可能是因為爆炸的影響或是其他不明原因，在朝岸邊打了些訊號後也跟著沉沒，全船無人生還。雖然第一次出戰就兩敗俱傷，但漢利號的犧牲仍然替它掙得世界上第一艘在作戰中击沉敵艦的潛艇，而在歷史上留名。只不過比較諷刺的是，受害的豪薩通尼克號在沉到水底之後，由於該處水淺，仍有部分桅杆夠高而能露出水面，許多在沉船時落水的船員得以攀附在桅杆上而獲救，使得總受害人數僅僅只有5人。相比之下，漢利號前前後後共奪去21條人命，代價實在不低。

## 殘骸

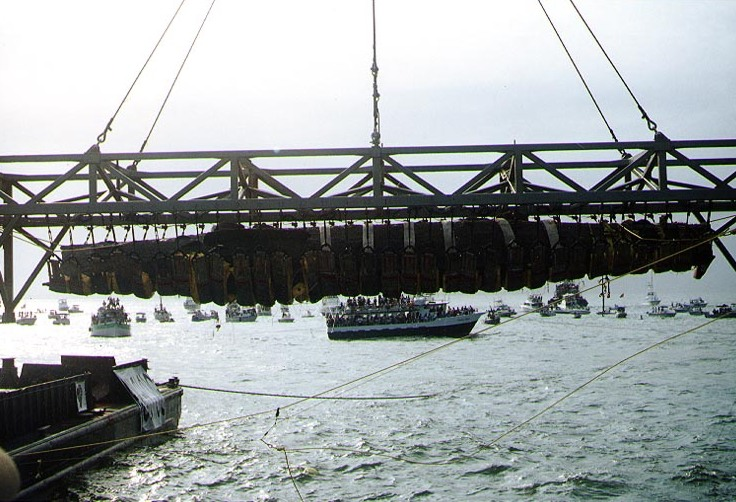
2000年8月8日，打撈上岸的漢利號

在漢利號失蹤之後，關於它的行蹤一直有各種不同的猜測，由於鎮守指揮蘇利文島（Sullivan's Island）馬歇爾砲台（Battery Marshall）的丹茲勒中校（Lt. Colonel O.M. Dantzler）聲稱他曾在作戰後與漢利號上的人交換過事先安排好的秘密信號，因此它極有可能是在返航的途中沉沒。但也有說法認為它是跟豪薩通尼克號同歸於盡，或在北軍戰艦沉沒時遭水流捲入海底。但多年後當豪薩通尼克號的殘骸因為阻礙了港口水道而被拖離沉沒位置時，探索人員發現在豪薩通尼克號殘骸附近的海床上完全沒有發現漢利號的蹤跡，而使得返航半途沉沒的理論更廣為被接受。

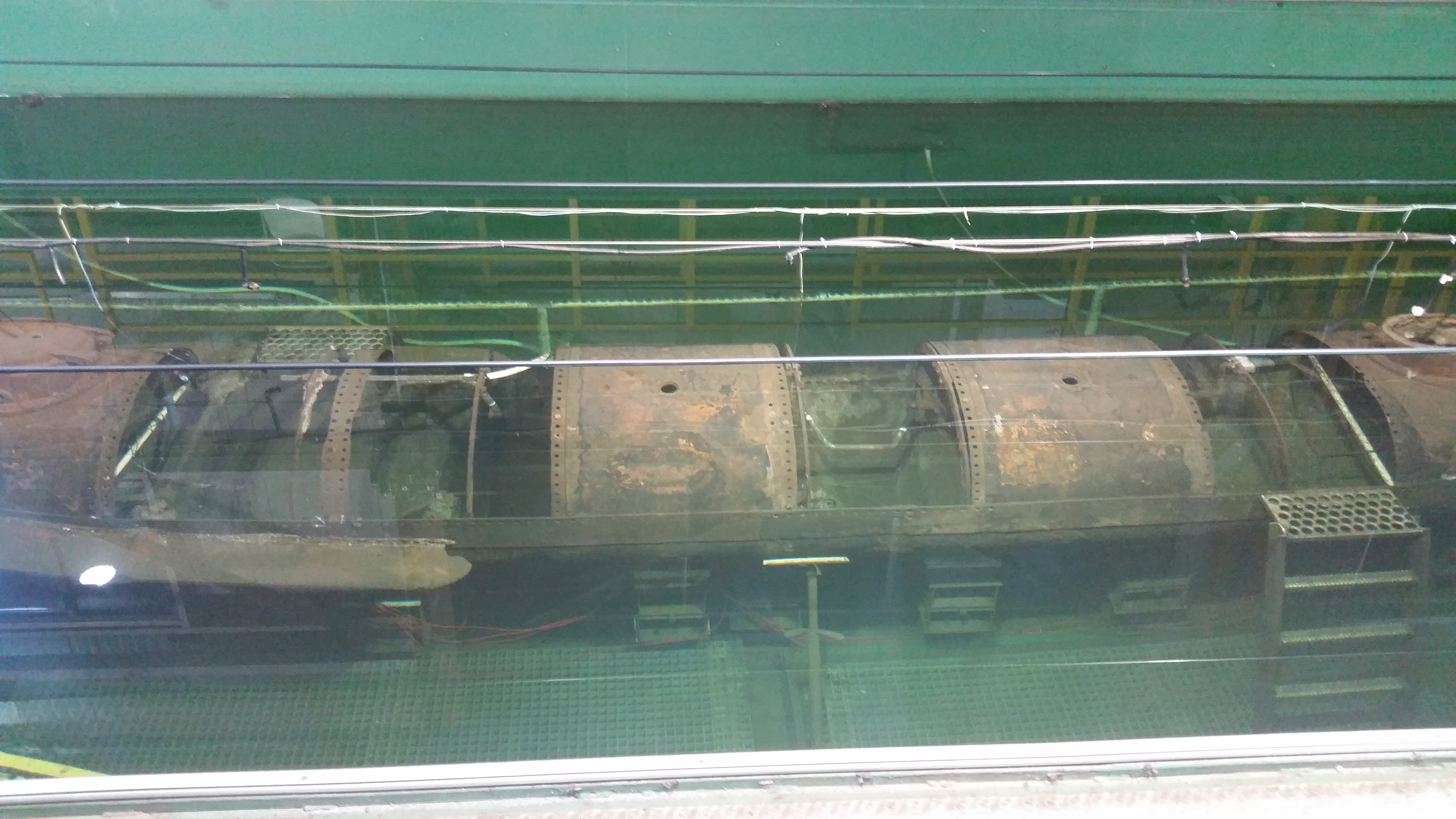
置放在特製水缸的漢利號殘骸

1995年，在漢利號沉沒了132年之後，著名的暢銷小說作者克里夫·庫斯勒與他創立的非營利機構國家水下與海洋組織（National Underwater and Marine Agency，NUMA），根據返航說所估計出的航行路線，成功地利用海底探勘發現了漢利號的殘骸，並確定其前艙蓋在沉沒時是開著的。在經過數年的調查研究後專家確定漢利號的狀態足以承受用繩索將潛艇吊離其沉睡處的應力，終於在2000年8月8日時將漢利號自它的水中墓地打撈起來。在現場數百艘船隻與大批岸上民眾的圍觀與歡呼中，漢利號在8時37分時成功出現在水面。目前漢利號被收藏於以查爾斯頓造船廠改建的華倫·拉許保存中心（Warren Lasch Conservation Center）裡的一只特製水缸中，以便由考古學家進行各種檢查。

## 衍生作品
- 電影
  - 《頭號潛艦》（The Hunley，1999年）：由約翰·葛雷（John Gray）執導，艾蒙·亞森特（Armand Assante）、唐納·蘇德蘭（Donald Sutherland）等人主演[2][3]。

## 註解
1. ↑  . National Register of Historic Places. National Park Service. 2010-07-09.
2. ↑  .   [2007-08-21]. （原始内容存档于2021-04-16）.
3. ↑  http://movie.starblvd.net/cgi-bin/movie/euccns?/film/1999/TheHunley/TheHunley.html 的存檔，存档日期2007-09-27.